# Peter Cullen
Peter Cullen (Montreal, Quebec, 28 de julio de 1941) es un actor de voz canadiense. Es conocido por ser la voz original de Optimus Prime en la franquicia de Transformers. También es conocido por dar voz al malvado KARR en la serie Knight Rider. Destaca por su voz profunda.

## Carrera

### Transformers
En 2007, Cullen conquistó nuevos fanes como la aterciopelada voz de Optimus en el largometraje en imagen real de Michael Bay Transformers, protagonizado por Shia LaBeouf, Megan Fox y John Turturro, y a partir de 2009 fue estando presente en las siguientes entregas de la saga, La venganza de los caídos, El lado oscuro de la luna, La era de la extinción y Transformers: el último caballero.
También ha hecho la voz de Óptimus Prime en la serie animada de Tranformers Prime para Hasbro Studios. Por sus años de servicio y dedicación creando a ese emblemático personaje, Peter fue incluido en el Hasbro Hall of Fame en junio pasado, siendo uno de los primeros en entrar y el primer actor de doblaje en recibir ese honor.

### Otros trabajos
En los años 80, Peter aportó su voz al malvado KARR en la serie de televisión Knight Rider (El coche fantástico en España y El auto increíble en Hispanoamérica). En el año 2009, más de veinte años después, volvió a darle voz al mismo personaje en la nueva versión de la serie.
También le aportó su talento a la sombría pero sincera voz de Igor (Eeyore en inglés), el burro pesimista que ve el mundo a través de unos cristales de un color oscuro. La voz de Cullen, quien irónicamente es propietario de un asno, se puede escuchar en toda clase de cosas, desde dibujos animados y anuncios de televisión hasta promociones cinematográficas, empezando por la popular serie de televisión Las nuevas aventuras de Winnie the Pooh en 1988 hasta House of Mouse en 2002. Además, ha aparecido en Disney´s Duck Tales e interpretó a Monterrey Jack en Chip 'n' Dale´s Rescue Rangers.

## Filmografía

### Cine
| Año  | Película                                  | Papel         | Notas |
| ---- | ----------------------------------------- | ------------- | ----- |
| 1986 | Transformers: la película                 | Optimus Prime | Voz   |
| 2007 | Transformers                              | Optimus Prime | Voz   |
| 2009 | Transformers: la venganza de los caídos   | Optimus Prime | Voz   |
| 2011 | Transformers: el lado oscuro de la luna   | Optimus Prime | Voz   |
| 2014 | Transformers: la era de la extinción      | Optimus Prime | Voz   |
| 2017 | Transformers: el último caballero         | Optimus Prime | Voz   |
| 2018 | Bumblebee                                 | Optimus Prime | Voz   |
| 2023 | Transformers: el despertar de las bestias | Optimus Prime | Voz   |

### Televisión
| Año         | Programa           | Personaje     |
| ----------- | ------------------ | ------------- |
| 1983        | Knight Rider       | KARR (T1)     |
| 1984 - 1987 | The Transformers   | Optimus Prime |
| 2009        | Knight Rider       | KARR          |
| 2010 - 2013 | Transformers Prime | Optimus Prime |
| 2023-2024   | Invencible         | Thaedus       |